# Adam Herszaft

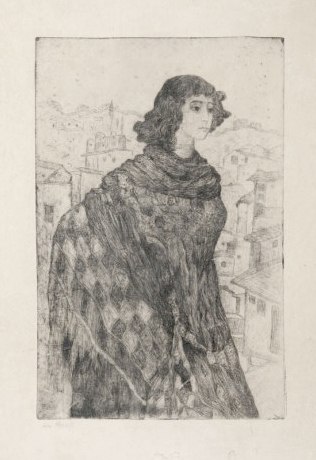
Kobieta w chuście

Adam Abraham Herszaft (ur. 20 kwietnia 1886 w Warszawie, zm. 1942 w Treblince) – polski grafik, malarz i pisarz żydowskiego pochodzenia.

## Życiorys
Studiował w Szkole Sztuk Pięknych w Warszawie i w Akademii des Beaux-Arts w Paryżu. Swoje prace wystawiał od 1907 roku. Indywidualne wystawy jego prac odbyły się w latach 1924, 1936 i 1938 w Warszawie, w 1928 roku w Łodzi i w 1935 roku w Katowicach. Do 1930 roku zajmował się prawie wyłącznie grafiką, stosując głównie techniki metalowe. Był członkiem Towarzystwa Zachęty Sztuk Pięknych w Warszawie. Napisał też cykl sześciu nowel Syn Apollina (1934).
Podczas II wojny światowej został przesiedlony do getta warszawskiego, gdzie pracował w Zakładzie Zaopatrzenia Gminy. W 1942 roku, w czasie wielkiej akcji deportacyjnej, został wywieziony do obozu zagłady w Treblince i tam zamordowany.

## Życie prywatne
Brat Elżbiety Kowalewskiej, wuj aktora Krzysztofa Kowalewskiego.